# Zee Edgell
Pour les articles homonymes, voir Edgell.
Zelma Inez Edgell dit Zee Edgell (21 octobre 1940, Bélize, Honduras britannique - 20 décembre 2020, Saint-Louis, États-Unis) est une journaliste et écrivaine bélizienne.

## Biographie
Zee Edgell est née le 21 octobre 1940 à Bélize, dans ce qui était alors le Honduras britannique.
Elle suit des études de journalisme à l'université de Westminster dont elle sort diplômée en 1965,.
En 1982, elle publie sa première nouvelle, Beka Lamb, qui obtiendra le prix de la Fawcett Society. Le roman, publié l'année suivant l'indépendance du Belize est un roman d'apprentissage qui conte l'histoire d'un jeune de 14 ans qui vit ces événements liés à l'indépendance.
Elle est, pour Irma McClaurin, la voix littéraire du Bélize la plus reconnue au niveau international (« most widely recognized international literary voice »).
Elle meurt d'un cancer le 20 décembre 2020 dans sa maison de Saint-Louis dans le Missouri.